# Црква Светог Димитрија на Новом Београду
Црква Светог великомученика Димитрија је Српска православна црква на Новом Београду у Блоку 32.
Црквени комплекс се налази између улица Омладинских бригада и Булевара Зорана Ђинђића на адреси Омладинских бригада 3a. Припада београдско-карловачкој архиепископији.

## Свети великомученик Димитрије Солунски
Храм је посвећен Светом Димитрију Солунском који је био хришћански светитељ и живео Солуну почетком 4. века. Поштован је као један од најважнијих православних војника међу светитељима. Слави се 8. новембра по грегоријанском календару то јест 26. октобра по јулијанском календару. Култ светог ратника Димитрија у великој мери распрострањен је и код Срба захваљујући великој блискости са грчким народом.
Свети Димитрије се сматра заштитником Солуна, јер је спасао град од непријатељске војске; исцелитељем болесника и невољника. Руси га такође славе и сматрају покровитељем и заштитником Сибира. Сви православни хришћани славе овог великомученика верујући у његове исцелитељске моћи које су многима помогле.

## Историјат изградње храма
Земљиште за храм Светог великомученика Димитрија освештано је на Митровдан, 8. новембра 1996. године, док је Патријарх српски Павле освештао темеље храма 15. новембра 1998. године. Храм је почео са градњом 22. априла 1998. године, са прекидом градње у периоду од септембра 1998. године до јуна 1999. године.
Радове на изградњи храма изводио је КМГ Трудбеник као генерални извођач.
Храм је у основи 29 m ширине и 23 m дужине у облику уписаног крста, прављен тако да његова корисна површина буде око 500 m².
Врх куполе храма је на висини од 29 m, а са крстом који га краси, висок је 32 m.
Поред храма налази се и објекат са звоником, канцеларија за свештенике, две галерије и стан за чувара храма.
Врх куполе звоника је висине 31,73 m.
На Митровдан, 8. новембра 2001. године, његова Светост Патријарх српски Павле освештао је и крстове за оба објекта.
Почетком 2015. године почели су радови на фасади храма, као и у његовој унутрашњости.

## Верски објекти на Новом Београду
- Храм Светог Симеона Мироточивог на Новом Београду
- Црква Светог Василија Острошког на Новом Београду
- Црква Светог Георгија у Бежанији
- Црква Светог апостола Томе